# Zamarada tragodica
Zamarada tragodica là một loài bướm đêm trong họ Geometridae.